# Djedina Rijeka
Djedina Rijeka – wieś w Chorwacji, w żupanii pożedzko-slawońskiej, w gminie Čaglin. W 2011 roku liczyła 129 mieszkańców.